# Neoepiscardia extraphalla
Neoepiscardia extraphalla es una especie de insecto del género Neoepiscardia de la familia Tineidae del orden Lepidoptera.

## Historia
Fue descrita científicamente por primera vez por László Anthony Gozmány.